# Магбет (опера)
за истоимену Шекспирову драму погледајте Магбет
Магбет (Macbeth), опера, мелодрама у четири чина Ђузепеа Вердија.

## Либрето
Франческо Марија Пјаве (Francesco Maria Piave) према истоименој трагедији Вилијама Шекспира (William Shakespeare).

## Праизведба
- 14. март 1847, Фиренца у
- измењена верзија у француском преводу 21. април 1865., Париз у

## Ликови и улоге
Данкан (Duncan/Duncano), краљ Шкотске - нема улога

Магбет (Macbeth/Macbetto), шкотски војсковођа - баритон

Банко (Banquo/Banco), шкотски војсковођа - бас

Леди Магбет (lady Macbeth), Магбетова жена - сопран

Макдаф (Macdaff/Macduffo), шкотски племић, намесник Фифа - тенор

Малком (Malcolm), Данканов син - тенор

Флеанцио (Fleance/Fleanzio), Банков син - нема улога

Дама у служби леди Магбет - мецосопран

Доктор - бас

Магбетов слуга - бас

Убица - бас

Гласник - бас

Хеката (Hecate), богиња ноћи - нема улога
Вештице, бардови, гласници краља, енглески војници, шкотско племство и избеглице, духови ваздуха, приказе (хор)

## Место и време
Шкотска и граница Шкотске и Енглеске средином XI века

### чин
- Сцена

Кроз олују, у шуми се окупљају три групе вештица, хвалећи се својим злоделима. Зачује се из даљине бубањ и вештице знају: долази Магбет. Он је у пратњи Банка, другог војсковође шкотског краља Данкана. У олујном дану су се борили и извојевали победу против побуњеника. Угледавши чудновата створења, они их питају ко су. Вештице поздрављају Магбета његовом титулом, намесник (Тан) Гламиса, али и двема другима које проричу, намесник Кодора и шкотски краљ. Банко је другачије судбине, неће бити моћан као Магбет, али ипак моћнији, неће бити срећан као он, али ипак срећнији, неће бити краљ, али ће бити отац краљева. Вештице нестају, а њих двојица остају збуњени пророчанствима. Одједном, наилазе краљеви гласници и јављају да је Магбета краљ прогласио намесником Кодора, пошто је додтадашљи смакнут као издајица. Пророчанство вештица је почело да се остварује и Магбету се јавља мисао о убиству краља како би сео на престо који му је обећан. Банко на љему види неку наглу промену и уплашен је њоме. Кад они са гласницима оду вештице се враћају, осећајући да ће се Магбет опет вратити и договарају сусрет у тај час.
- Сцена

У дворани Магбетовог замка, његова жена чита писмо које јој је он послао и којим је обавештава о пророчанствима. Она одлучује да подстакне мужа да освоји престо, јер зна да он сам није довољно храбар. У то долази слуга и јавља да у замак стиже краљ Данкан да преноћи и да му је Магбет у пратњи. Она позива паклене слуге да јој помогну и сакрију убиство које планира да изврши. Стиже Магбет и она му саопштава своју одлуку. Магбет је неодлучан, но уто стиже краљ и он га са женом дочекује. Оставши сам, Магбет по слузи поручује жени да му звоном да унак када краљ буде заспао. Наједном пред собом види визију бодежа који му измиче, и он је у страху да ће бити откривен злочин ако га почини. Но када зачује звоно, он узима нож и улази у Данканове одаје. Леди Магбет се прикрада, а Магбет излази окрвављених руку. Он је потресен и мучи га савест, но жена му пребацује због те слабости и сама узима бодеж да га врати у спаваоницу и да окрвави слуге да би на њих пала сумња за убиство. Иако су и њене руке сада окрвавњене, нема се зашто бринути, мало воде ће то спрати. Зачује се куцање на вратима које Магбета још више плаши. Они одлазе. Улазе банко и Макдаф, којег је краљ замолио да га рано пробуди. Банко чека испред спаваонице и осећа неку тешку слутњу кад излеће Макдаф и виком буди све у замку. Сви утрче, укључујући и Магбета са женом који су се већ пресвукли за спавање. Сви су ужаснути злочином, што и њих двоје глуме, и позивају Господа да казни злочинца.
- Сцена

Соба у Магбетовом замку. Магбет, сада већ шкотски краљ, са женом договара хитно убиство Банка и његовог сина, како би онемогућили пророчанство вештица о будућој Банковој краљевској лози. Оставши сама, леди Магбет изриче своју одлуку да не изгуби круну ма какве жртве биле нужне: шта ће мртвима скиптар и круна? Њима само вечни мир!
- Сцена

У шуми недалеко од Магбетовог замка, у ноћи се окупљају убице које је Магбет послао да убију Банка и његовог сина. Они се скривају. Банко и Флеанцио долазе. Банко је пун црних слутњи. У истој таквој ноћи је убијен и његов краљ Данкан. Убице их опколе и нападну, али Банков син успева да побегне, док Банко пада мртав.
- Сцена

Свечана дворана у Магбетовом замку. На гозбу долазе бројни гости, племство, а међу њима и Макдаф. Краљ и Краљица се поздрављају са гостима и леди Магбет пева здравицу. На вратима се појављује и убица са којим Магбет пострани прича. Убица му саопштава да је Банко убијен, али да је Флеанцио побегао. Магбет се тада пред гостима прави да му је жао што Банка нема, иако је позван, и он ће уместо њега сести на његово место. Али, на том месту угледа Банков дух, који други не виде. Магбет је ужаснут, што изазива чуђење гостију и бес леди Магбет. Дух нестаје, а Магбет позива жену да разведри госте новом здравицом у част Банка. Она то са резигнацијом прихвата, али се усред здравице опет појави дух. Гости желе да оду али их леди задржава. Магбет бунца од страха, леди је огорчена и бесна, а Макдаф и гости увиђају какво зло је пало на Шкотску.
Мрачна пећина. Вештице се под олујом окупљају око великог узаврелог котла и спремају свој напитак, којим призивају духове и богињу Хекату (балетска нумера која није постојала у оригиналној партитури, већ ју је Верди дописао за француску премијеру у складу са традицијом француске опере у којој је обавезна и већа балетска нумера). Улази Магбет и жели да сазна шта га очекује. Вештице га одвраћају, али он је упореан. Питају га да ли жели да пророчанства чује од њих или од оних којима оне служе. Оне призивају три приказе, сваку моћнију од претходне, које ће дати само пророчанства, али неће подностити питања. Прво се појављује сабласна глава која прориче да треба да се чува од Макдафа, затим окрвављено дете које прориче да нико рођен од жене не може нашкодити Магбету, и на крају окруњено дете са граном у руци које прориче да Магбет неће бити побеђен док шума Бирнамска не крене на његов замак. Задовољан пророчанствима, он жели да зна о претходном пророчанству да ће Банкова деца бити краљеви. Оне то одбијају, али Магбет је упоран. Окруњени крањеви, њих седам, пролазе, и на крају осми који носи огледало, а за њим иде Банко. У огледалу се виде још многи будући краљеви на које Банко уз смех показује. Магбет ужаснут остаје без свести, а вештице позивају духове ваздуха да поврате свест краљу. Сви нестају и Магбет се буди. Улази леди Магбет и он јој саопштава пророчанства. Она га уверава да је пророчанство о Банковим наследницима лаж и њих двоје одлучују да ипак убију Макдафа и Флеанција.
- Сцена

Пустара на граници Шкотске и Енглеске. Шкотске избеглице које су побегле од Магбетовог насилништва певају о изгиубљеној домовини. Међу њима је и Макдаф којем је Магбет убио жену и децу. Долаши Малком са енглеским војницима и позива их све да се одупру Магбету. Према његовој замисли, дођи ђе до замка непримећени тако што ће свако одсећи грање са дрвећа у успутној Бирнамској шуми и носити пред собом. Сви сложно прихватају ову замисао и одлучно крећу да ослободе своју домовину.
- Сцена

Ноћ у Магбетовом замку. Дама у служби леди Магбет је позвала краљевог лекара да види ноћно лутање своје господарице. Она сваке ноћи шета замком и стално трља руке мислећи да су јој скроз крваве. У сну говори о убиству Данкана и како није очекивала да старац има толико крви, о убиству Макдафове породице и како они који су мртви више не устају из гроба. Она одлази, а доктор и дама остају ужаснути оним што су видели и чули.
- Сцена

Магбетов замак. Магбет је сазнао да су се побуњеници удружили са енглеском војском, али он верује у пророчанство да је нерањив. Једино чиме је огорчен је да је желео да буде вољен краљ, али га сви мрзе и проклињу. Одједном утрчава дама и саопштава да је краљица умрла. Магбет говори: „Шта вреди живот? То је само прича једног лудака!”. Војници утрчавају и саопштавају му страшну вест: Бирнамска шума је кренула према замку. Магбет схвата да га је пророчанство преварило и води своју војску у смрт или победу. У бици се срећу Магбет и Макдаф. Магбет презирво тера Макдафа говорећи да му нико од жене рођен не може нашкодити, али Макдаф није рођен од жене, њему је мајка умрла на порођају и он је извађен из њеног мртвог тела. Магбет схвата да су пророчанства тачна и потпуно бескорисна, али га у том тренутку Макдаф убија. Народ и војска се окупља и славе победу и Малкома као новог краља Шкотске, који ће јој повратити част.

## Познате музичке нумере
- Арија леди Магбет - Vieni! T'afretta... (Дођи! Пожури...) (I чин)
- Финале I чина - E morto assasinato il re Duncano! (Мртав, убијен лежи краљ Данкан)
- Банкова арија - Studia il passo, mio figlio (Време дуго прође, мој сине) (II чин)
- Здравица леди Магбет - Si colmi il calice (Нек' бљесну чаше)(II чин)
- Макдафова арија - O figli! O figli miei! (О децо! О децо моја!) (IV чин)
- Сцена шетања у сну - Una macchia (Једна мрља) (IV чин)
- Магбетова арија (само у првој верзији) Pietà, rispetto, amore (Милост, поштовање, љубав) (IV чин)